# 古田新太と犬山犬子のサンデーおちゃめナイト
古田新太と犬山犬子のサンデーおちゃめナイト（ふるたあらたといぬやまいぬこのサンデーおちゃめナイト）は、ニッポン放送が放送したラジオ番組である。パーソナリティーは古田新太と犬山犬子（現・犬山イヌコ）。

## 概要
放送期間は1994年4月10日 - 1997年10月5日。放送時間帯は日曜日21:30 - 25:30で、1994年度と1996年度ナイターオフシーズンの1994年10月 - 1995年3月、1996年10月 - 1997年3月は21:00放送開始。
4時間から4時間半の番組枠のなかに30分の録音番組を5本（一時期6本）フロート番組として内包し、残りの時間を古田と犬山の生トークで埋める番組構成であった。番組の本質である生トークは総放送時間の半分に満たず、変則的な番組であった。キャッチフレーズは“日曜夜のブルーな気分を吹っ飛ばせ!”。
同局の日曜夜は『SONY Night Square』を始め南野陽子、工藤静香、中山美穂など女性タレント・アイドルが担当する番組が設定される時間帯で、当時も数本のアイドル番組を放送中であった。それらを生ワイド枠に内包して既存の番組に連帯感を与え、リスナーをより引き付ける事に成功した、最小限の資源で最大の効果を得る発想の番組である。ニッポン放送の日曜夜の生ワイド番組は本番組が初で、2009年3月29日まで放送した『ヤンキー先生!義家弘介の夢は逃げていかない』まで15年間続いた。
この編成はニッポン放送で夜ワイドの初期に採用した『ブロックワイド』方式である。『大入り（はなきん）ダイヤルまだ宵の口』や『くるくるダイヤル ザ・ゴリラ』など、当該時間帯の10 - 30分の箱番組をフロート番組として挿入しながら、メイン・パーソナリティが各既存番組の幕間を利用してトークを繋ぎながら放送する。TBSラジオも1970年代に『ラジオでこんばんわ』や『5スイート・キャッツ』で同様な番組編成を試行した。
当時のニッポン放送が放送した『新日鉄コンサート』も同番組内に内包された。他の録音番組は進行に伴い開始時間が多少前後するが、当番組だけはスポンサーの関係もあり従前どおり22:30から始まった。
番組の構成作家には大倉利晴、鈴木おさむ、宮川賢らがいた。
番組中はその日のテーマに沿って電話、FAXで投稿を受け付けるという生ワイドの王道的な形式。
優秀な投稿者にはノベルティグッズとして「おちゃめん」「おちゃめ茶」が贈られた。それぞれ犬山手書きのお面組み立て用紙（のコピー）、プーアル茶のティーバッグ。
犬山が主演を務めたアニメ『みどりのマキバオー』の原作者・つの丸は番組のリスナーであった。犬山が主演に抜擢されたのは番組を聴いていたつの丸が推薦したためで、犬山が声優の道を歩むきっかけとなった番組でもある。
この番組の終了後も犬山はひき続きニッポン放送で日曜夜に『犬山犬子のポケモンアワー』の担当を務めた。

## 主なコーナー
- おちゃめFAXクイズ(各内包番組開始前にクイズを発表し、終了と同時に正解とプレゼント当選者発表を行う)
- テレショック・サンデー
- おちゃまぜホットウェーブ（NRN系列企画ネット番組「COKE TEEN'S CLUB HOT WAVE」）
- はちゃめちゃベスト3
- 見分けかたベスト3
- 言葉戦隊ダジャレンジャー(おちゃまぜホットウェーブ内のコーナーで、リスナーが電話でダジャレを言って、最後に最優秀者を発表していた)
- マキバオー先生の人生相談(サブタイトルは「馬が馬なりに答える)

## 番組内の録音番組
「新日鉄コンサート」を除き、各番組の開始前には古田・犬山との掛け合いがあり、ニッポン放送と地方局ではオープニング内容が異なる。放送時間は、この番組枠内でのもの。
- 葉月里緒菜 ビーナスタイフーン / 21:50 - 22:20頃（1994年4月 - 1995年3月）
- 森高千里 千里の道も一歩から / 24:00 - 24:30頃（1994年4月 - 1995年6月）
  - 番組は1993年4月から放送している。
- 森高千里 STEP BY STEP / 23:05 - 23:35頃（1995年7月 - 1997年9月）
  - 1997年10月から土曜日17:30 - 18:00。
- 坂井真紀 いつだってひまわり! / 24:45 - 25:15頃（1994年4月 - 1997年3月）
  - 番組は1993年10月から放送している。
- 常盤貴子 ムーンライトパニック / 21:15 - 21:45頃（1994年10月 - 1995年3月） → 21:50 - 22:20頃（1995年4月 - 1995年9月）
- 内田有紀 夜空にYOU KISS! / 23:05 - 23:35頃（1994年4月 - 1995年6月） → 24:00 - 24:30頃（1995年7月 - 1997年9月）
  - 1997年10月から日曜日22:00 - 22:30。
- 篠原涼子 感度♥良好!! / 21:50 - 22:20頃（1995年10月 - 1997年3月） → 24:45 - 25:15頃（1997年4月 - 1997年9月）
- ハイ!SPEEDで行こう! / 21:15 - 21:45頃（1996年10月 - 1997年3月） → 21:50 - 22:20頃（1997年4月 - 1997年9月）
  - 1997年10月から日曜日21:30 - 22:00。
- 新日鉄コンサート / 22:30 - 23:00

## 番組本回収事件
1996年3月に発売した番組本「野茂とホモの見分け方-はちゃめちゃベスト3」（扶桑社、ISBN 4594019439）は、「同性愛者を揶揄する内容」として人権団体が抗議し、販売を止めて回収した。のちに「コギャルと子ザルの見分け方-はちゃめちゃBEST3」(ISBN 4594019994) と改題して内容の一部を差し替え、再発売した。
同様にSTVラジオ『会員制ラジオ番組 うまいっしょクラブ』も抗議デモが発生し、当該コーナーを打ち切り、スポンサーが降板するも収まらず、番組を打ち切った。

## テーマソング
- l'an 54321 chapitre-1（Les 5-4-3-2-1）